# تونتون (دائرة انتخابية في المملكة المتحدة)
تونتون (بالإنجليزية: Taunton)‏ هي إحدى الدوائر الانتخابية في المملكة المتحدة الممثلة في مجلس العموم في برلمان المملكة المتحدة.
عضو البرلمان الذي يمثلها حالياً هو :Mr Jeremy Browne (LD).